# Maggiore (azienda)
Maggiore S.p.A. è un'azienda italiana di autonoleggio con sede a Roma, Lazio e parte del gruppo Avis Budget Group.

## Storia
Fondata nel 1947 a Firenze, da Vittorio Maggiore, fu la prima società in Italia ad offrire un servizio strutturato di noleggio auto senza conducente, ponendosi come pioniera nel settore della mobilità privata a breve termine. Nel secondo dopoguerra, l’azienda si affermò rapidamente, grazie alla crescente domanda di trasporti individuali. Durante gli anni del boom economico italiano, Maggiore ampliò progressivamente la propria flotta e la rete di filiali, consolidando una presenza capillare su tutto il territorio nazionale.
Nel 1997 lanciò AmicoBlu, un marchio dedicato esclusivamente al noleggio di furgoni e veicoli commerciali leggeri, che nel tempo divenne uno dei leader del settore in Italia.
Nel corso degli anni duemila, Maggiore implementò sistemi digitali di prenotazione, rinnovò la flotta con modelli più ecologici e avviò collaborazioni con enti pubblici, aziende e associazioni di categoria.
Nel 2015, dopo quasi settant’anni di attività indipendente, Maggiore fu acquisita dal gruppo multinazionale Avis Budget Group per 170 milioni di dollari, uno dei principali attori globali nel settore dell’autonoleggio. L’operazione permise l’integrazione di Maggiore nella rete commerciale e operativa del gruppo, pur mantenendo per alcuni anni il marchio originario. All’epoca dell’acquisizione, Maggiore disponeva di circa 150 agenzie in tutta Italia, una flotta di oltre 12.000 autovetture e 2.000 veicoli commerciali, e si distingueva per una forte attenzione alla clientela business e al noleggio di medio termine.

## Flotta
La flotta di Maggiore include 12.500 automobili, variegate tra citycar, berline di lusso, station wagon, SUV e minivan fino a 9 posti, oltre a 2.000 furgoni. Con circa 150 agenzie, la rete di noleggio di Maggiore si estende su tutto il territorio italiano. Dal 2020 il parco auto si espande comprendendo auto 100% elettriche, ibride e ibride plugin.

## Agenzie
Le sedi sono disponibili in 18 regioni italiane:
- Abruzzo: Pescara
- Basilicata: Lauria
- Calabria: Lamezia, Rossano Scalo, Reggio Calabria
- Campania: Caserta, Napoli, Salerno
- Emilia-Romagna: Bologna, Ferrara, Parma, Ravenna, Reggio Emilia, Rimini
- Friuli-Venezia Giulia: Trieste, Udine
- Lazio: Cassino, Ferentino, Latina, Roma, Viterbo
- Liguria: Genova, La Spezia, Savona
- Lombardia: Bergamo, Brescia, Como, Milano, Sondrio, Varese
- Marche: Ancona, San Benedetto, Civitanova Marche, Pesaro
- Piemonte: Alessandria, Alba, Novara, Torino, Vercelli
- Puglia: Bari, Foggia, Lecce, Taranto
- Sardegna: Cagliari, Nuoro, Oristano, Sassari
- Sicilia: Agrigento, Caltanissetta, Catania, Messina, Palermo, Ragusa, Siracusa, Trapani
- Toscana: Arezzo, Firenze, Grosseto, Livorno, Lucca, Pisa, Pistoia, Siena
- Trentino-Alto Adige: Bolzano
- Umbria: Perugia, Spoleto
- Veneto: Belluno, Padova, Treviso, Venezia, Verona, Vicenza